# 의비 곽락라씨
의비 곽락라씨(宜妃 郭絡羅氏, ? ~ 1733년 8월 25일)는 중국 청나라 제4대 황제 강희제의 후궁이다.

## 생애

### 강희제 후궁 간택과 이후 자녀
그녀는 1677년, 강희제의 후궁으로 간택되었으며 강희제와의 사이에서 3남을 얻었다.
장남은 강희제 때 황실 법도로써 징치 처분되어 종인부에 유폐된 항온친왕 윤기(恆溫親王 允祺)이고, 1732년 죽었다. 차남은 옹정제 때인 1726년 황실 법도로 징치되어 종인부에 유폐된 혁군왕 윤당(奕郡王 允禟)이며, 3남은 11세의 어린 나이로 훙서한 윤자(允禌)로 소생들이 모두 그녀보다 일찍 하세하였다.

## 같이 보기
- 염친왕 윤사
- 각혜황귀비 동가씨